# Vườn trà Nhật Bản ở Công viên Cổng Vàng

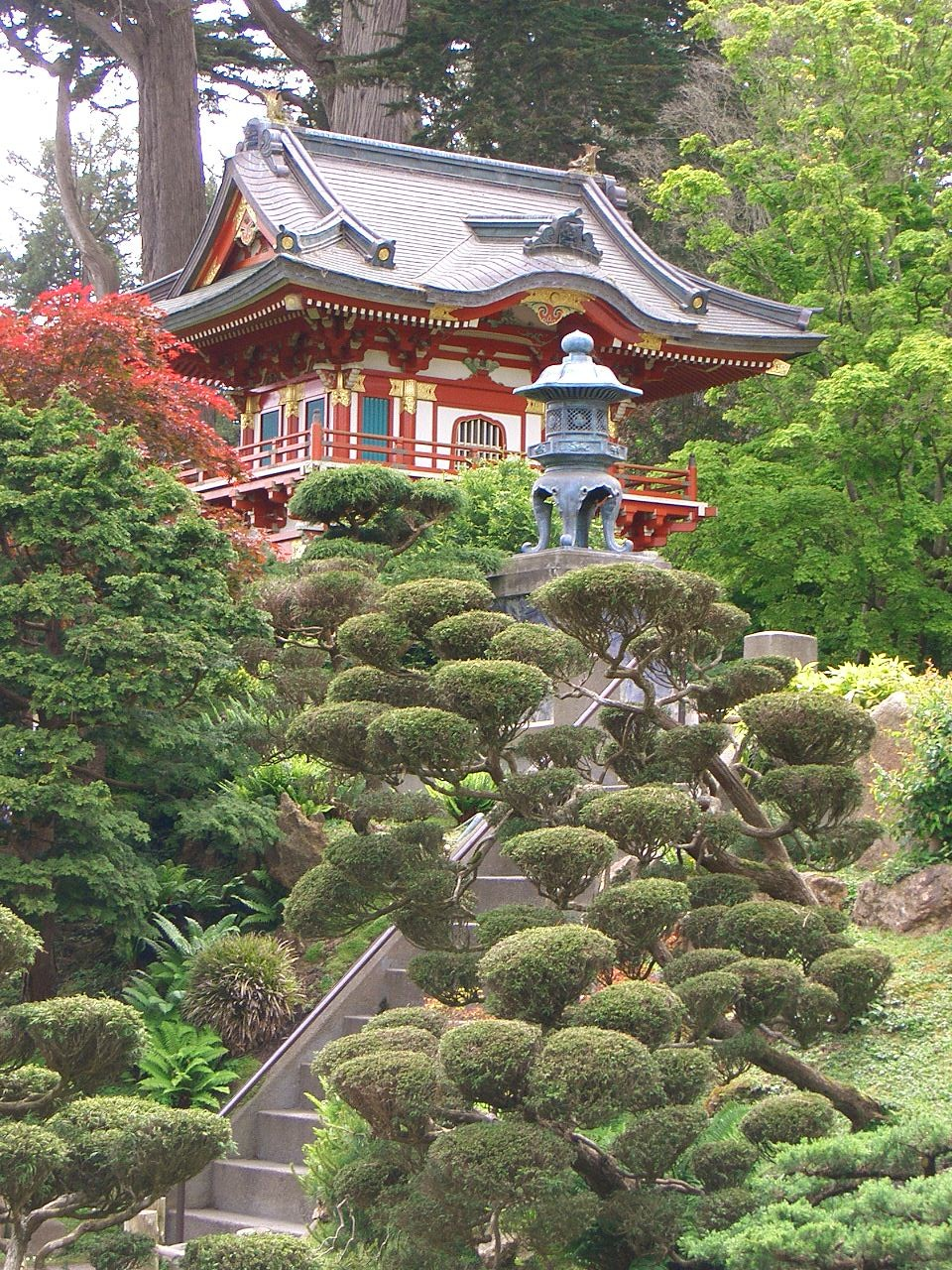
Golden Gate Park: le jardin japonais

Vườn trà Nhật Bản ở công viên Cổng Vàng, (tên tiếng Anh Japanese tea garden at Golden Gate Park) ở San Francisco, California, là một khu vườn ban đầu được xây như một phần của Hội chợ thế giới California Midwinter International Exposition năm 1894. Đây là một phần của Golden Gate Park.
Nổi tiếng vì đây là vườn Nhật Bản công cộng cổ nhất ở Hoa Kỳ, vườn này có nhiều lối đi nhỏ, phòng trà và các loại cây bản từ Nhật Bản và Trung Quốc. Vườn rộng 20.000 m² và có nhiều cầu, tác phẩm điêu khắc.

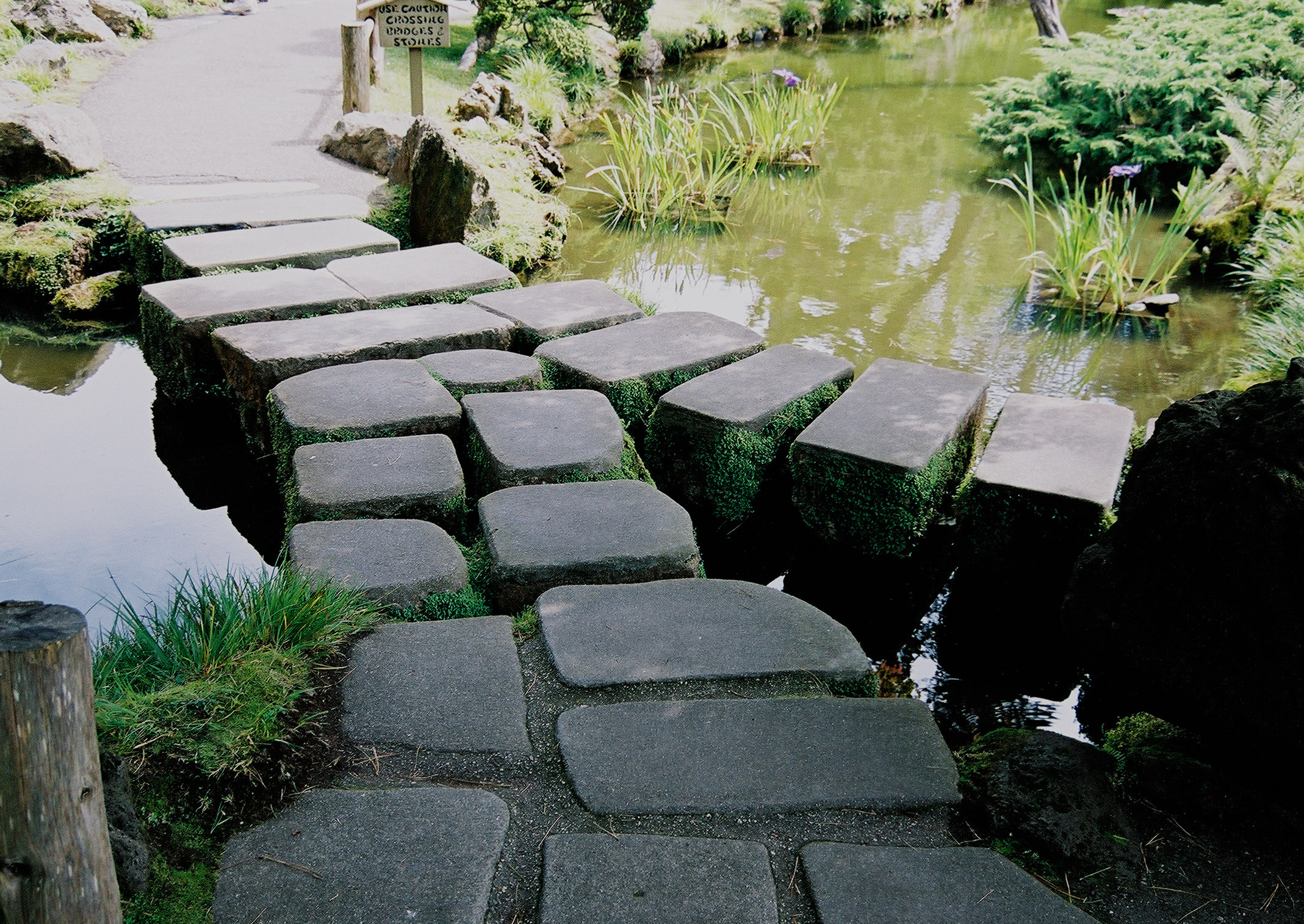
A step-stone bridge

Makato Hagiwara, một người thiết kế vườn Nhật Bản là người chăm sóc khu vườn chính thức từ 1895 đến 1942 cũng là người phát minh ra fortune cookie. 

## Một vài hình ảnh về khu vườn

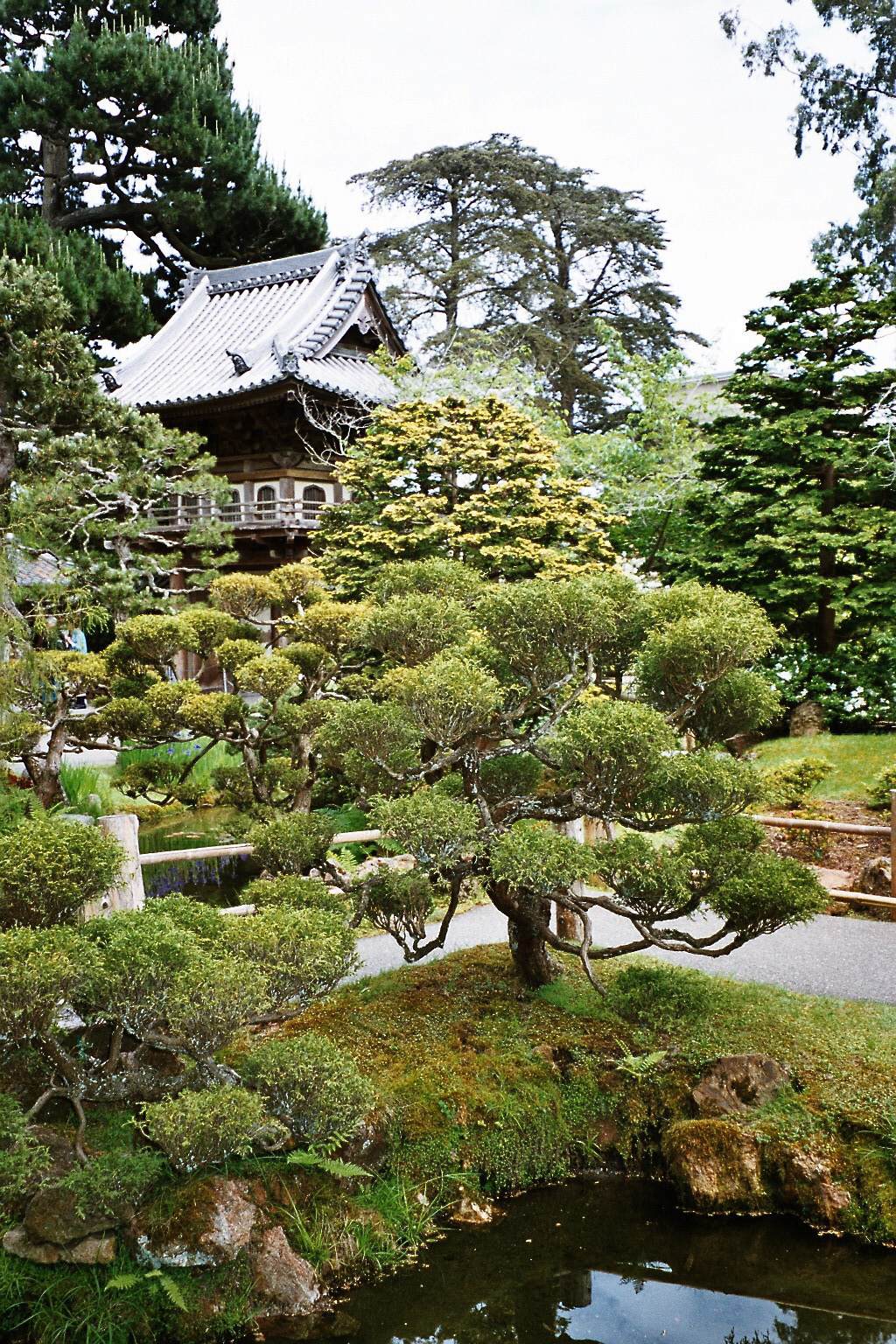
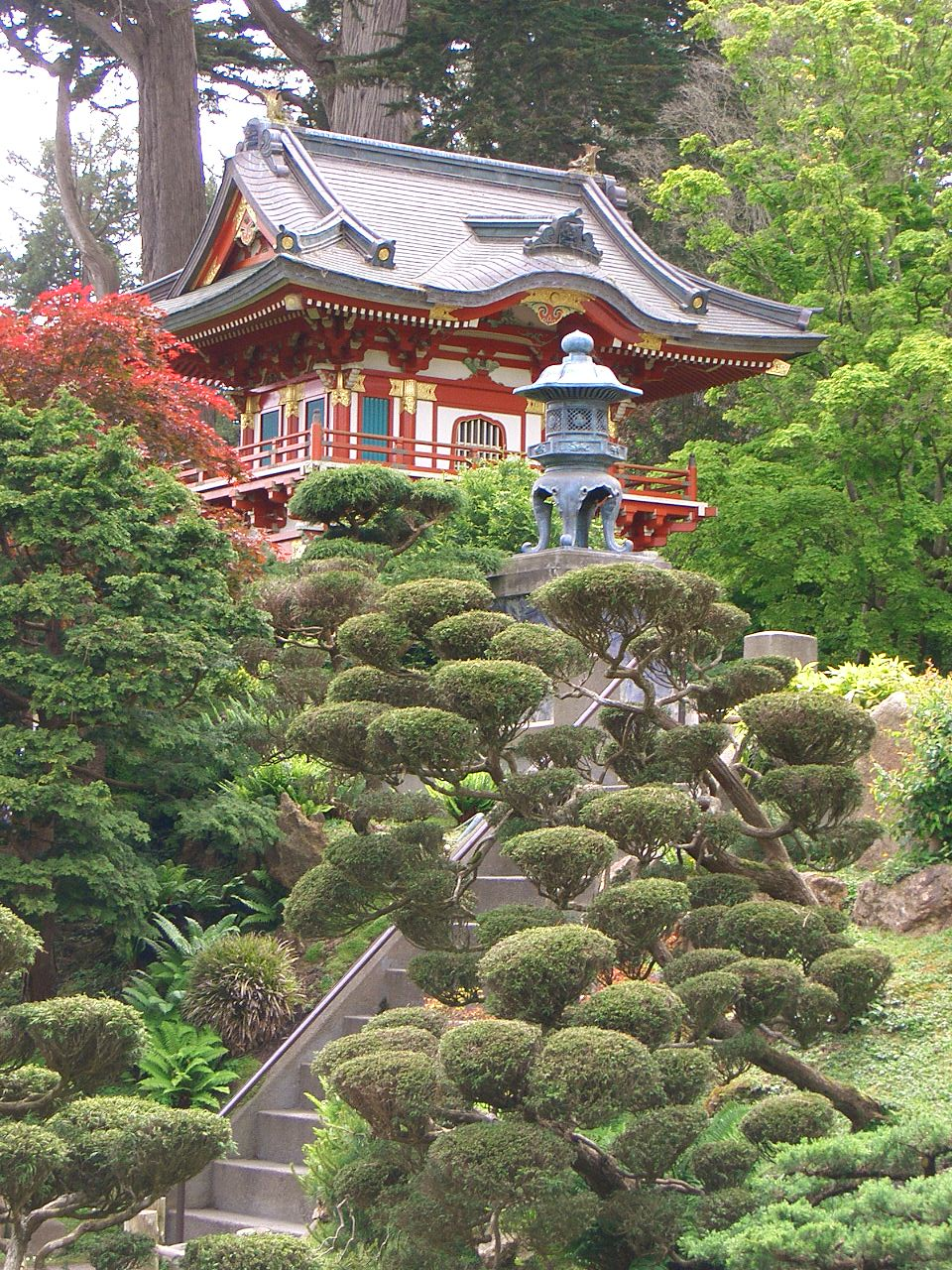
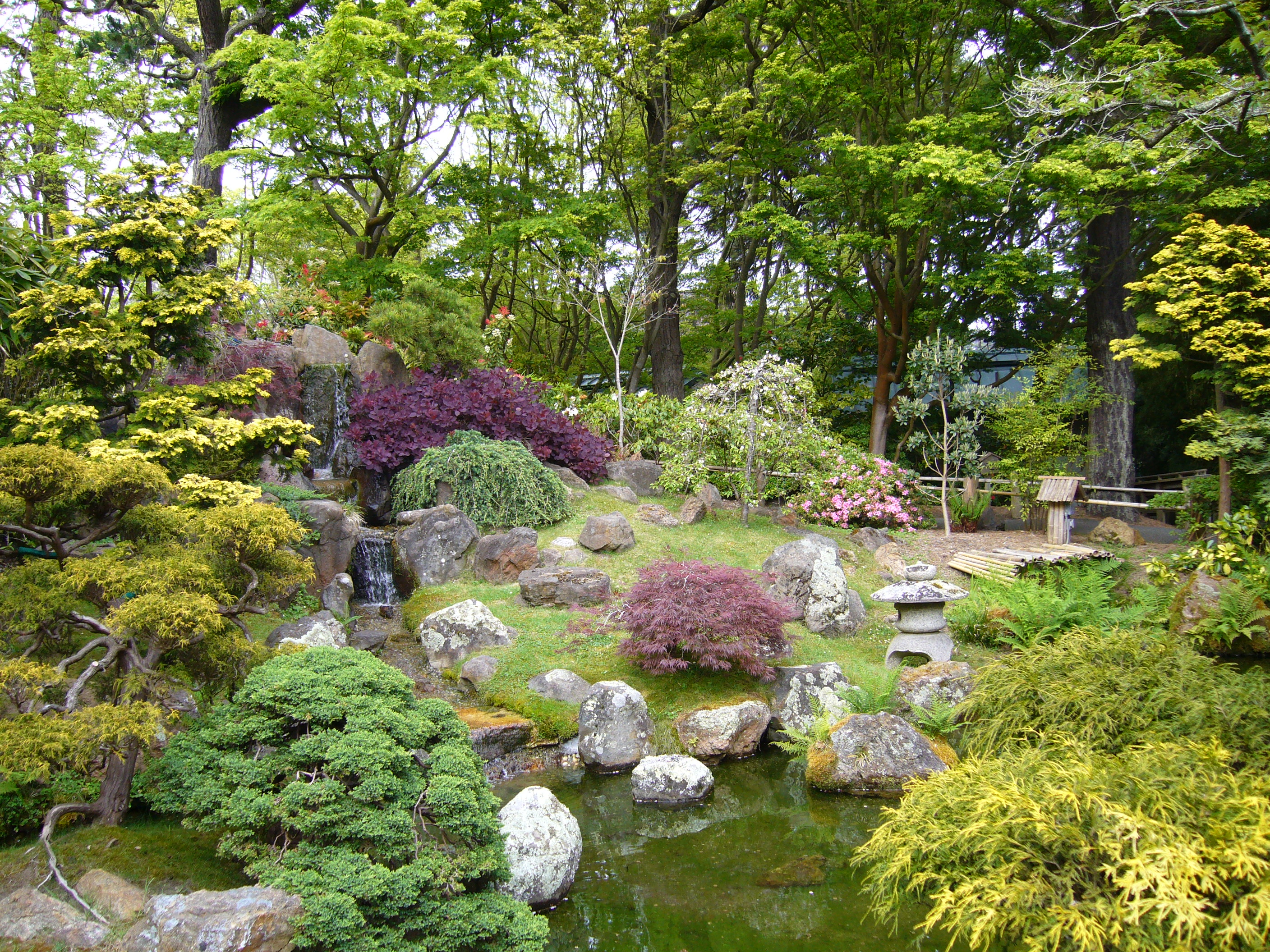
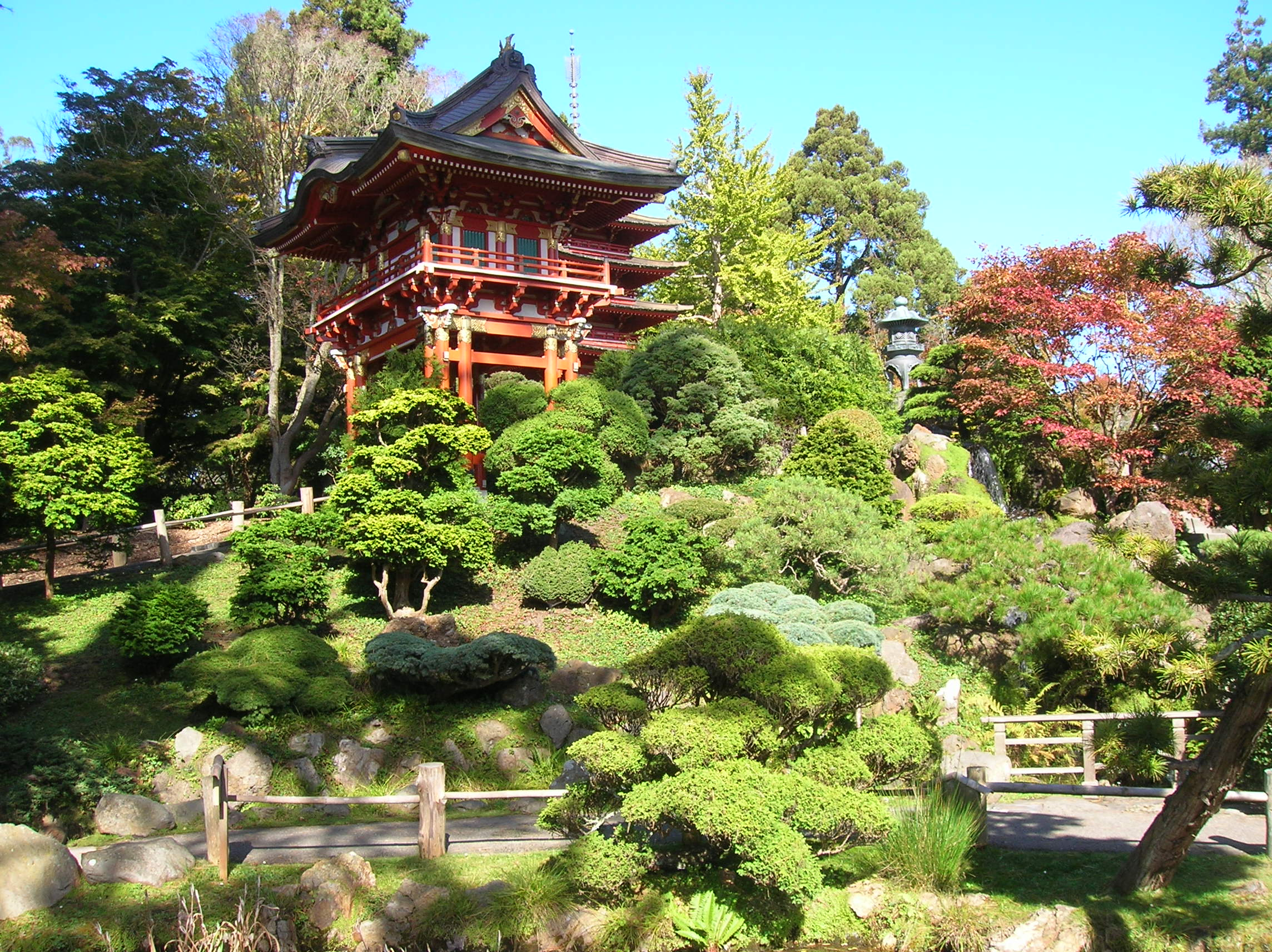